# Occidryas anicia
Occidryas anicia är en fjärilsart som beskrevs av Doubleday 1847. Occidryas anicia ingår i släktet Occidryas och familjen praktfjärilar. Inga underarter finns listade i Catalogue of Life.